# Casares (Burgos)
Casares es un despoblado situado en la provincia de Burgos, comunidad autónoma de Castilla y León (España), comarca de Las Merindades, partido judicial de Villarcayo, ayuntamiento de Merindad de Cuesta-Urria.

## Geografía
Pequeño núcleo con caserío apiñado 
En la margen derecha del río Nela, al pie de la Sierra de la Tesla, a 10 km  al oeste Nofuentes ,  capital del municipio;  11  de Villarcayo, cabeza de partido, y  73 de Burgos. 

### Comunicaciones
- Carretera:  Local BU-V-5607 de acceso  a  Medina de Pomar , localidad situada a a 5 km.

## Demografía
En el censo de 1950 contaba con  39 habitantes, reducidos a 0 en el padrón municipal de 2007.
Uno de los 19 pueblos de la provincia de Burgos en los que en 2010 solo vive una sola persona mayor.

## Historia
Villa  perteneciente a la Merindad de Cuesta-Urria  en el  Partido de Castilla la Vieja en Laredo, con  jurisdicción de realengo.
A la caída del Antiguo Régimen queda agregado al ayuntamiento constitucional   de Merindad de Cuesta-Urria , en el partido de Villarcayo perteneciente a la región de  Castilla la Vieja.